# Mikojan-Gurevitj MiG-9
Mikojan-Gurevitj MiG-9, förkortat MiG-9, (ryska: Микоян Гуревич МиГ-9, МиГ-9. NATO-rapporteringsnamn: Fargo) var Sovjetunionens första jaktflygplan med jetmotorer. Utvecklingen av flygplanet påbörjades under 1945 på order av Josef Stalin[källa behövs]. Första flygningen utfördes i april 1946 och togs sedan i bruk senare samma år. Planet led dock av många barnsjukdomar och ett stort antal plan förstördes vid våldsamma haverier. Totalt kom 598 plan att byggas mellan åren 1946 och 1948. Planet ersattes senare av det mer avancerade jaktflygplanet Mikojan-Gurevitj MiG-15.